# Unione musicale
L'Unione musicale è un'associazione fondata a Torino nel 1946 e si occupa di organizzare concerti di musical classica, specialmente in ambito cameristico.

## Storia
Nel 1946 Giorgio Balmas, insieme con alcuni compagni di scuola dei licei torinesi, fonda un’Associazione concertistica che prende il nome di Unione Musicale Studentesca e che avvia un percorso di rinnovamento nella vita musicale torinese, stimolato dal clima fervente dell’immediato dopoguerra. Varie vicende degli anni Quaranta, Cinquanta e Sessanta consolidano anche istituzionalmente l’Associazione, ormai semplicemente Unione Musicale, guidata da Balmas fino al 1975, anno in cui viene eletto in consiglio comunale e poi nominato assessore per la cultura.
L’Unione musicale si è nel frattempo imposta nella vita musicale di Torino, assorbendo progressivamente le attività di tutte le altre istituzioni musicali dedicate alla musica da camera. Nel 1968 si ha la costituzione legale dell’Associazione, insieme con il primo finanziamento in base alla legge n. 800/1967. Nel 1998 l’acquisizione dello status di ONLUS, e nel 2009 l’iscrizione nel Registro Regionale Centralizzato delle Persone Giuridiche.
A metà degli anni Settanta Michele Torassa e Walter Vergnano (oggi sovrintendente del Teatro Regio e presidente dell’ANFOLS) gestiscono congiuntamente le cariche di presidente e legale rappresentante e direttore artistico, fino al 1982, quanto Vergnano viene confermato come presidente e la direzione artistica viene affidata al compositore Lorenzo Ferrero. Dal 1988 il direttore artistico è Giorgio Pugliaro. 
Alla fine degli anni Novanta l’Associazione conferma la propria espansione nella società civile, ampliando progressivamente il numero degli associati (dalla decina iniziale alla settantina attuale), e affidando la presidenza - dopo le dimissioni di Vergnano - prima al giornalista Alberto Papuzzi (1999-2001), poi all’avvocato Angelo Benessia (2001-2008), al dottor Leopoldo Furlotti (2008-2015), e nuovamente ad Angelo Benessia dal maggio 2015.
Anche sotto il profilo organizzativo l’Associazione ha consolidato le proprie strutture, gestendo internamente tutte le incombenze tecniche, amministrative e burocratiche dell’organizzazione concertistica. Tali attività, come più volte attestato dagli organi di controllo, sono sempre state svolte nella trasparenza e nel rigore più assoluti, sia negli aspetti amministrativi generali sia nelle componenti specifiche fiscali e contributive. Sotto il profilo dimensionale l’attività è andata sviluppandosi negli anni, in particolare quando l’Unione musicale, accanto alla programmazione di oltre 3.500 concerti nelle proprie stagioni, ha assunto compiti tecnici e organizzativi per il festival cittadino Settembre Musica (poi MITO Settembre Musica), dal 1979 al 2012 e quando ha realizzato, su iniziativa della Regione Piemonte, il circuito di decentramento musicale regionale denominato Piemonte in Musica (1984-2011), manifestazione per la quale ha curato circa 13.000 concerti.
Accanto al costante rapporto con gli enti locali e con le altre istituzioni musicali del territorio, concretatosi in decine di iniziative comuni, il dato più significativo degli ultimi anni (dal 2010) riguarda l’acquisizione in gestione, affidata dalla Città di Torino, del Teatro Vittoria, sala sempre più utilizzata per i progetti divulgativi e per le attività specificamente indirizzate ai giovani, alle famiglie e alle scuole.

## Organizzazione
Oltre a collaborare regolarmente con istituzioni musicali torinesi (Teatro Regio, Orchestra Sinfonica Nazionale della Rai, Festival MITO Settembre Musica), l’Unione musicale ha curato (dal 1984 al 2012) il coordinamento del circuito Piemonte in Musica, una iniziativa della Regione Piemonte dedicata al decentramento dei concerti di musica classica sul territorio regionale. È socio fondatore dell’Associazione Sistema Musica, che riunisce le principali istituzioni musicali torinesi.
L'Unione musicale affianca alle stagioni concertistiche tradizionali la realizzazione di laboratori per la prima infanzia, di spettacoli e concerti interamente dedicati ai giovani e alle scuole nella sede dedicata del Teatro Vittoria di Torino.
Ogni anno viene inoltre proposto un ricco cartellone di spettacoli di teatro musicale per le scuole.
Attualmente il presidente è Angelo Benessia e il direttore artistico è Antonio Valentino.